# Kobaltkék madár
A kobaltkék madár  vagy filippin irena (Irena cyanogastra)  a madarak osztályának verébalakúak (Passeriformes) rendjébe és a Tündérkékmadár-félék (Irenidae) családjába tartozó faj.

## Előfordulása
A Fülöp-szigeteken az erdők lombkoronáiban élő faj.

## Alfajai
- Irena cyanogastra cyanogastra
- Irena cyanogastra ellae
- Irena cyanogastra hoogstraali
- Irena cyanogastra melanochlamys

## Megjelenése
Testhossza 24 centiméter. Fekete tollazatú, hasa, farka és szárnyai  sötét kékek. Szeme piros.